# Sant Pere de Muntanyola
Sant Pere de Muntanyola és una capella de Muntanyola (Osona) inclosa a l'Inventari del Patrimoni Arquitectònic de Catalunya.

## Descripció
Capella de nau única sense absis i amb la capçalera orientada a llevant i un òcul a la part de ponent. El portal es troba a migdia i la sagristia sobresurt a la part esquerra de la nau. És coberta amb volta de creueria.
La capella ha perdut la seva funció i ha estat dividida verticalment en dos pisos. Al mur de migdia, per l'exterior, s'hi ha construït una escala que dona a nivell del primer pis amb un portal que du una llinda de roure. A més de l'òcul de ponent hi ha una altra obertura rectangular al mur de migdia i a llevant.

## Història
Capella situada a pocs metres del mas que va substituir l'antic Castell de Muntanyola enderrocat per un terratrèmol de 1448. Les primeres notícies de la capella, dedicada a Sant Pere, daten del 1023. Fou reedificada al segle XVII quan es va refer també el portal de migdia i al XIX (1824) és probable que s'hi perdés el culte, ja que aquesta data apareix al portal de migdia situat al primer pis, construït per tal d'emprar el recinte com a dependència agrícola.